# Tania Favela
Tania Favela Bustillo, nacida en México D.F. el 28 de junio de 1970, es una poeta, ensayista y traductora mexicana. Desde 1994 es profesora en el Departamento de Letras de la Universidad Iberoamericana, donde también ha realizado estudios de postdoctorado.
En noviembre de 2012 obtuvo el grado de doctora en Letras por la UNAM. Ha estudiado a poetas latinoamericanos como César Vallejo, Juan L. Ortiz y José Watanabe, entre otros. Del 2000 al 2010 formó parte del Consejo Editorial de la revista El poeta y su trabajo dirigida por Hugo Gola.
A los 24 años comenzó a escribir poesía, pero no fue hasta los 35 años que publicó su primer libro de poemas, Materia del camino. Colaboró con Jahel Leal en la traducción de En la tierra de Robert Creeley, publicada por Textofilia el año 2008. En el 2013 publicó Pequeños resquicios, su segundo poemario (también por Textofilia Ediciones), y en el año 2018 el tercero, La marcha hacia ninguna parte, por Komorebi Ediciones, una editorial independiente del sur de Chile.

## Obras
- 2006- Materia del camino (Compañía, 2006).
- 2008- En la tierra de Robert Creeley (Textofilia Ediciones, 2008). Traducción junto a Jahel Leal.
- 2013- Pequeños resquicios (Textofilia Ediciones, 2013).
- 2013- El desierto nunca se acaba. Antología poética de José Watanabe (Textofilia Ediciones, 2013).
- 2016- Un ejercicio cotidiano. Selección de prosas de Hugo Gola (Toé, 2016).
- 2018- El lugar es el poema: aproximaciones a la poesía de José Watanabe (Asociación Peruana Japonesa, 2018).
- 2018- La marcha hacia ninguna parte (Komorebi Ediciones, Valdivia, 2018).